# Matthew Webb
Matthew Webb, (19. januar 1848 – 24. juli 1883) var en engelsk kaptajn, der 24. august 1875 som den første svømmede over Den engelske kanal. Det tog ham 22 timer at klare strækningen Dover – Calais.
Webb druknede, kun 35 år gammel, da han forsøgte at svømme tværs over Niagaravandfaldene.
- Wikimedia Commons har flere filer relateret til Matthew Webb